# جلال العويسي
جلال محمد العويسي طبيب سعودي متخصص في جراحة الحوادث والإصابات والجراحات الحرجة ، ومدير تنفيذي عمل في مجالات مختلفة منها ، إدارة الطوارئ والأزمات والكوارث، والقيادة الصحية والخدمات الطبية الطارئة والعمل الإنساني الإغاثي والتطوعي شارك الدكتور العويسي في عدد من مشاريع التحول الوطني إضافة إلى تمثيله العديد من لجان واجتماعات الصحة العالمية. وهو متحدث عام وباحث لديه مجموعة من الأبحاث العلمية المنشورة.
حصل الدكتور العويسي على بكالوريوس الطب والجراحة من جامعة الملك سعود، كما أنه حصل على الزمالتين العربية والسعودية للجراحة العامة إضافة إلى ذلك ، فهو رئيس ابتكار معتمد من معهد الابتكار العالمي . وقد أكمل تدريبه الطبي في جامعة مكغيل في كندا في تخصص جراحة الحوادث والاصابات والجراحات الحرجة ، كما حصل الدكتور العويسي على الماجستير في القيادة الصحية من جامعة مكغيل بمونتريال .

## المناصب والخبرات
تولّى العويسي وعمل في المناصب التالية:
- رئيس هيئة الهلال الأحمر السعودي. 2020 سبتمبر - إلى الآن[2][3]
- المشرف العام على الإدارة العامة للطوارئ والكوارث والنقل الإسعافي. وزارة الصحة مايو 2017 – سبتمبر 2020
- مستشار معالي نائب وزير الصحة لشؤون الطوارئ. وزارة الصحة.مايو 2016 – مايو 2017
- نائب رئيس الجمعية السعودية للحوادث والإصابات. الرياض - مستشفى الحرس الوطني يناير 2016 – يناير 2018
- أستاذ مساعد بقسم جراحة الحوادث والإصابات، كلية الطب. جامعة الإمام محمد بن سعود الإسلامية. يناير 2011 – إلى الآن
- اخصائي جراحة الأوعية الدموية
- استشاري مساعد جراحة عامة بمستشفى الحرس الوطني الرياض (2009-2008)

## المؤهلات العلمية
- رئيس معتمد للإبتكار(CCinO)، معهد الإبتكار العالمي ،2018
- درجة الماجستير في القيادة الصحية (IMHL) من جامعة ميجيل, كلية الإدارة - مونتريال كندا. (2013-2015) دراسة حول واقع النقل الإسعافي الجوي للحوادث والإصابات في المملكة.
- زمالة جراحة الحوادث والإصابات والجراحات الحرجة، جامعة ميجيل مونتريال كندا. (2012-2014) جامعة ميجيل مونتريال كندا.
- الزمالة العربية في الجراحة العامة. (2009) الهيئة السعودية للتخصصات الصحية، مستشفى الحرس الوطني
- الزمالة السعودية في الجراحة العامة. (2008) الهيئة السعودية للتخصصات الصحية، مستشفى الحرس الوطني
- بكالوريوس طب وجراحة. (1997-2002) جامعة الملك سعود، الرياض.

## اللجان والتمثيل الدولي
- عضو اللجنة التنفيذية بالمجلس الصحي السعودي.[4]
- عضو السلامة المرورية.
- عضو الوفد السعودي لتفعيل إطار سنداي للحد من المخاطر في منظمة الأمم المتحدة (2019) جنيف سويسرا
- رئيس اللجنة المنظمة للمؤتمر العالمي لطب الكوارث (2019)، الرياض.
- عضو مجلس الإدارة بهيئة الهلال الأحمر السعودي (2018)، الرياض - (2020)
- رئيس اللجنة العلمية للخزن الإستراتيجي للأدوية والترياق (2018)، وزارة الصحة. - (2019)
- ممثل وزارة الصحة في منظمة حظر الأسلحة الكيميائية والبيولوجية (2017)، هولندا – لاهاي. - (2020)
- ممثل وزارة الصحة في لجنة الكوارث بجامعة الدول العربية (2017)، مكتب جامعة الدول العربية. - (2020)
- ممثل وزارة الصحة في لجنة الكوارث بمجلس التعاون الخليجي (2017)، أمانة مجلس التعاون الخليجي. - (2020)
- ممثل وزارة الصحة في لجنة الكوارث الخارجية (2017)، وزارة الخارجية السعودية. - (2020)
- ممثل وزارة الصحة في لجنة الكوارث البحرية (2017)، حرس الحدود – وزارة الداخلية. - (2020)
- عضو الوفد السعودي الصحي في مجموعة العشرين (2017)، برلين – ألمانيا.-
- رئيس لجنة الطوارئ والكوارث بموسم الحج (2017 -2019)، وزارة الصحة.

## المنشورات والبحوث
- (2021-12 | journal-article) Knowledge and preparedness of healthcare providers towards bioterrorism (BMC Health Services Research[5]
- Out of Hospital Cardiac Arrest: Saudi Red Crescent Experience Throughout COVID-19 Era Open Access Emergency Medicine 2021-09 | journal-article[6]
- COVID-19 in Saudi Arabia: the national health response Eastern Mediterranean Health Journal 2021-06-27 | journal-article[7]
- Assessment of disaster preparedness at general hospitals in Al-Madinah Al-Munawarah Province, Western Region of Saudi Arabia Saudi Medical Journal 2021-05 | journal-article[8]
- Bed Surge Capacity in Saudi Hospitals During the COVID-19 Pandemic Disaster Medicine and Public Health Preparedness 2021-04-19 | journal-article[9]
- Epidemiological and clinical characteristics of fatalities from COVID-19 in Saudi Arabia: A multicentric, retrospective study PLOS ONE 2021-04-13 | journal-article[10]
- The prognosis of MERS cases with comorbidities in Saudi Arabia 2012-2019 Saudi Journal of Emergency Medicine 2021 | journal-article[11]
- Albumin resuscitation in trauma patients: Does it increase mortality? Canadian Journal of Surgery 2014-08 | journal-article[12]
- Does timing of tracheostomy affect outcome of open abdomen patients? Canadian Journal of Surgery 2014-08 | journal-article[12]
- Emergency physicians’ knowledge of massive transfusion protocol, tranexamic acid indications and vitamin K antagonist reversal medications in bleeding trauma patients. Canadian Journal of Surgery 2014-08 | journal-article[12]
- Getting closure in abdomens that won’t close. Canadian Journal of Surgery2014-08 | journal-article[12]
- Impact of a massive transfusion protocol institution at a civilian level 1 trauma centre. Canadian Journal of Surgery 2014-08 | journal-article[12]
- Indication for CT scanning in the initial evaluation of trauma patients: image the injuries, not the weapon. Canadian Journal of Surgery 2014-08 | journal-article[12]
- Nutritional assessment of open abdomen patients. Canadian Journal of Surgery2014-08 | journal-article[12]
- Mortality reduction after implementing a clinical practice guidelines–based management protocol for severe traumatic brain injury Journal of Critical Care 2010-06 | journal-article[13]

## المؤلفات والكتب
- المؤلف الأول، إصابة جدار الصدر، موسوعة رعاية الصدمات[14]